# مایکل داوسون (لاست)
مایکل داوسون (به انگلیسی: Michael Dawson) نام شخصیت داستانی مجموعه تلویزیونی گمشدگان محصول کانال ای بی سی آمریکا می‌باشد. ایفاگر این شخصیت هارولد پرینو می‌باشد. او پدر والت لیولد می‌باشد.
او در فصل دوم با فراری دادن بن لینوس و قتل آنا لوسیا و لیبی به گروه خود خیانت می‌کند و از جزیره می‌رود، اما به عنوان جاسوس در قایقی استخدام می‌شود که قرار است به محل سقوط هواپیما برود. در آخر فصل ۴ به دلیل انفجار سی ۴ جاسازی شده در اتاق موتور قایق، می‌میرد.